# Peripatoides
Peripatoides é um género de invertebrado da família Peripatopsidae.
Este género contém as seguintes espécies:
- Peripatoides indigo
- Peripatoides suteri